# Potoxylon melagangai
Potoxylon melagangai är en lagerväxtart som först beskrevs av Sym., och fick sitt nu gällande namn av André Joseph Guillaume Henri Kostermans. Potoxylon melagangai ingår i släktet Potoxylon och familjen lagerväxter. Inga underarter finns listade i Catalogue of Life.